# Konetablowie Francji

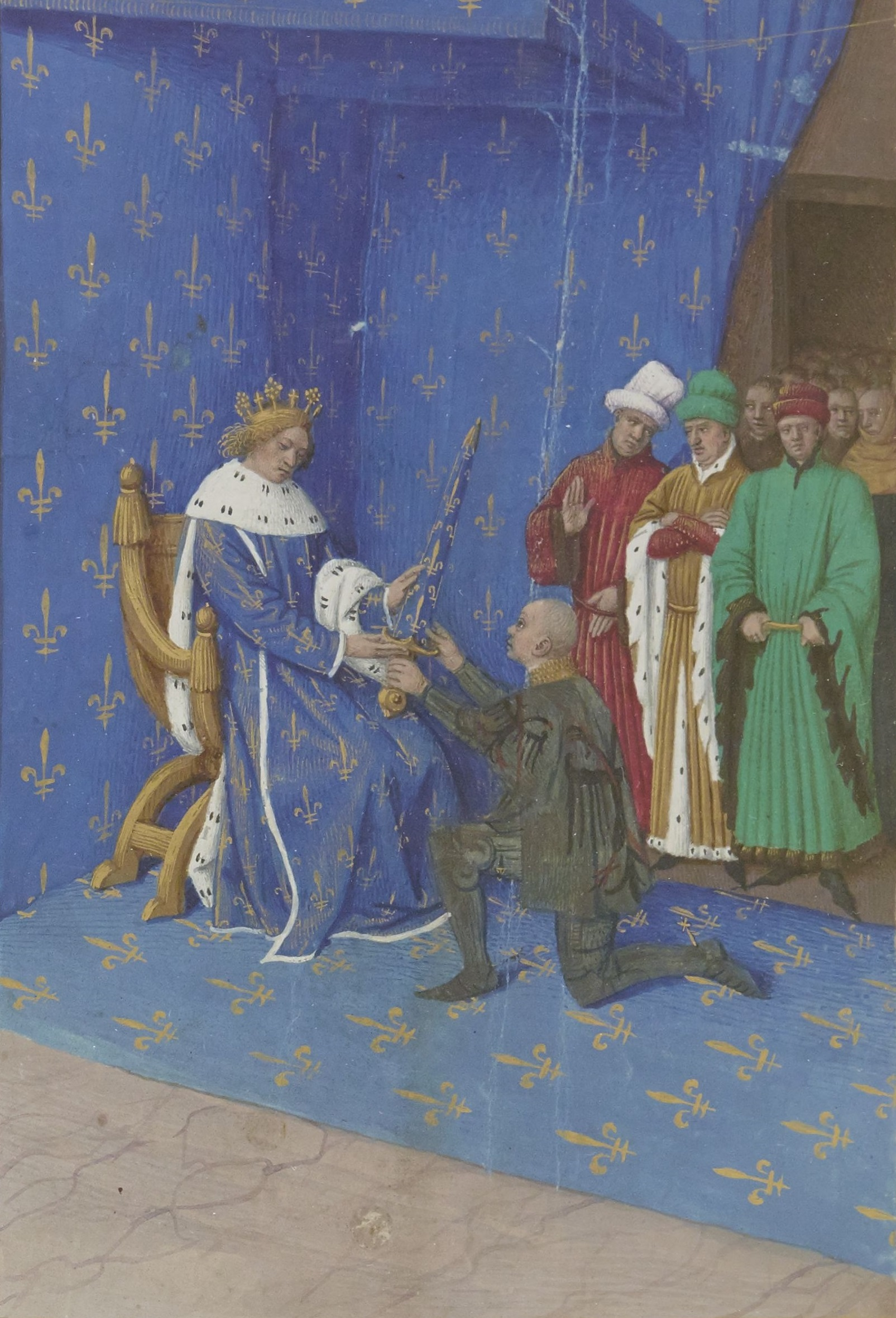
Król Karol V Mądry mianuje konetablem Francji Bertranda du Gesclina, 1369 r.

Konetabl Francji (fr. connétable de France), najważniejszy z dygnitarzy Korony Francji, naczelny dowódca armii, podlegający tylko królowi. Odpowiadał również za egzekwowanie sprawiedliwości w wojsku. Ogół uprawnień konetabla określano mianem connestablie. Urząd powstał w 1060 r., kiedy król Filip I mianował Alberyka pierwszym konetablem. Urząd ten został zniesiony na mocy edyktu styczniowego z 1627 r.

## Urzędy podległe konetablowi
- pułkownik generał (fr. Colonel général) - najwyższy dowódca poszczególnych rodzajów broni
- generał porucznik - najwyższy stopień generalski
- marszałek polny (fr. Maréchal de camp) - najniższy stopień generalski
- Porte-Oriflamme - chorąży trzymający królewski sztandar
- dowódca łuczników (fr. Grand-Maître des Arbalétriers)
- dowódca artylerii (fr. Grand-Maître de l'artillerie)

## Lista konetablów Francji
- 1060–1065: Alberyk
- 1065–1069: Balberyk
- 1069–1071: Gauthier
- 1071–1075: Adelelme
- 1075–1085: Adam
- 1085–1107: Tybald de Montmorency
- 1107–1108: Gaston de Chanmont
- 1108–1135: Hugues de Chanmont
- 1138 - ??? : Mateusz I de Montmorency
- 1165 - ??? : Szymon de Neauphle-le-Chateau
- 1174–1194: Raoul de Clermont
- 1194–1218: Dreux IV de Mello
- 1218–1231: Mateusz II de Montmorency
- 1231–1240: Amalryk z Montfort
- 1240–1248: Humbert V de Beaujeu
- 1248–1277: Gilles II de Trasignies
- 1277–1277: Humbert VI de Beaujeu
- 1277–1302: Raoul II de Clermin
- 1302–1329: Gaucher V de Chatillon
- 1329–1344: Raoul I de Brienne
- 1344–1350: Raoul II de Brienne
- 1350–1354: Karol de la Cerda
- 1354–1356: Jakub de Burbon-La Marche
- 1356–1356: Walter VI de Brienne
- 1356–1370: Robert Morean de Fiennes
- 1370–1380: Bertrand du Guesclin
- 1380–1392: Olivier de Clisson
- 1392–1397: Filip d’Artois, hrabia d'Eu
- 1397–1402: Louis de Sancerre
- 1402–1411: Karol d’Albret
- 1411–1413: Waleran III de Ligny
- 1413–1415: Karol d’Albret
- 1415–1418: Bernard VII d’Armagnac
- 1418–1424: Karol II Śmiały, książę Lotaryngii
- 1424–1424: John Stewart, 2. hrabia Buchan
- 1425–1458: Artur de Richemont, książę Bretanii
- 1465–1475: Louis de Luxembourg-Saint-Pol
- 1483–1488: Jan II de Burbon
- 1518–1523: Karol III de Burbon-Montpensier
- 1538–1567: Anne de Montmorency
- 1593–1621: Henryk I de Montmorency
- 1622–1626: François de Bonne, książę de Lesdiguières